# Andrew Peterson
Andrew Peterson, född (som Anders Pettersson) 20 oktober 1818 i Sjöarp, Västra Ryds socken i Ydre härad, Östergötland, död 31 mars 1898 i Clearwater Lake, Carver County, Minnesota, var en emigrant och nybyggare. Hans dagböcker var källmaterial när Vilhelm Moberg skrev den berömda Utvandrarserien.

## Biografi
Peterson växte upp på gården Sjöarp där hans föräldrar var bönder. Han arbetade som dräng fram till 1846 då hans far dog och Peterson flyttade tillbaka till gården och tog över den. År 1850 emigrerade han till Nordamerika och arbetade under de första åren med trädgårdar och lantbruk i Iowa, 1853 bodde han i Burlington och anslöt sig då till en koloni av baptister ledda av Fredrik Olaus Nilsson. 1855 flyttade huvuddelen av kolonin till Waconia i Minnesota, och här blev Andrew Peterson en av kolonins främsta medlemmar och dess informella ledare. Han mutade här in ett stycke land och lät bygga upp en farm, som med tiden blev en av de främsta i Carver County. Han gifte sig 1858 med Elsa Ingman och fick nio barn men inga barnbarn.
Från den 23 juni 1854 fram till två dagar före sin död förde Peterson dagbok om livet som nybyggare. Även hans dagbok från den stormiga resan över Atlanten finns bevarad liksom minnesanteckningar från tiden i Iowa. Dagböckerna består av korta anteckningar om hans fru, hans nio barn, hans boskap och grödor samt hans kyrkoliv. De är skrivna på enkel svenska med stort inslag av ydremål (exempelvis potater istället för potatis) och med en del försvenskade engelska ord med svenska ändelser och böjningar.

## Andrew Peterson i litteraturen
Kortare utdrag ur dagboken publicerades i Svensk-amerikanska institutet i Minneapolis årsbok 1945.
När Vilhelm Moberg reste till USA 1948 för att leta material till Utvandrarserien läste han Andrew Petersons dagböcker på Minnesota Historical Library i Saint Paul, vilket gav honom underlag till skildringen av Karl Oskar i böckerna. Moberg skrev själv om dagböckerna i Svenska Dagbladet redan samma år och återkom till dem bland annat i faktaboken Den okända släkten 1950.
Även Astrid Lindgren stötte på Andrew Petersons dagböcker på museet i St. Paul och skrev en stor artikel om honom 1948 och senare i antologin Samuel August från Sevedstorp och Hanna i Hult.